# 守山駅 (愛知県)
守山駅（もりやまえき）は、愛知県名古屋市守山区守山三丁目にある、名古屋ガイドウェイバスガイドウェイバス志段味線（ゆとりーとライン）の停留場である。駅番号はY04。

## 歴史
- 2001年（平成13年）3月23日 - 開業[1]。

## 停留場構造
相対式2面2線ホームをもつ高架駅。駅員は配置されていない。将来の需要拡大に備え、出改札機能の追加が行えるようコンコース階を設置している。
駅舎2階にトイレが設置されている。

### のりば
| のりば | 路線      | 方向 | 行先                           |
| ------ | --------- | ---- | ------------------------------ |
| 1      | ■志段味線 | 下り | 小幡緑地・中志段味・高蔵寺方面 |
| 2      | ■志段味線 | 上り | 大曽根方面                     |

## 利用状況
| 年度                 | 乗車人員(人/日) |
| -------------------- | --------------- |
| 2001年（平成13年度） | 402             |
| 2002年（平成14年度） | 459             |
| 2003年（平成15年度） | 518             |
| 2004年（平成16年度） | 552             |
| 2005年（平成17年度） | 590             |
| 2006年（平成18年度） | 626             |
| 2007年（平成19年度） | 611             |
| 2008年（平成20年度） | 611             |
| 2009年（平成21年度） | 616             |
| 2010年（平成22年度） | 637             |
| 2011年（平成23年度） | 633             |
| 2012年（平成23年度） | 628             |
| 2013年（平成25年度） | 631             |
| 2014年（平成26年度） | 653             |
| 2015年（平成27年度） | 669             |
| 2016年（平成28年度） | 701             |
| 2017年（平成29年度） | 734             |
| 2018年（平成30年度） | 728             |
| 2019年（令和元年度） | 715             |

※ 乗車人員（人/日）は、年度別乗車人員を、その年度の暦日で除したもの（小数点以下四捨五入）

## 停留場周辺
- 名鉄瀬戸線守山自衛隊前駅
- 陸上自衛隊守山駐屯地 - 第10師団司令部等が所在
- 名古屋市守山図書館
- 守山いつき病院（旧・名古屋市立東部医療センター守山市民病院）
- 名古屋市守山生涯学習センター
- JAなごや守山支店
- 瀬戸信用金庫守山支店
- 瀬戸街道（愛知県道61号名古屋瀬戸線）
- 竜泉寺街道（愛知県道30号関田名古屋線）

なお、JR東海中央本線の新守山駅へは、隣の金屋駅が近い。

## 隣の停留場
名古屋ガイドウェイバス
■ガイドウェイバス志段味線
砂田橋駅 (Y03) - 守山駅 (Y04) - 金屋駅 (Y05)

### 「もりやま」と読む他の駅
- 守山駅 (滋賀県) - 滋賀県守山市にあるJR西日本東海道本線（琵琶湖線）の駅。
- 森山駅 - 長崎県諫早市にある島原鉄道島原鉄道線の駅。